# 쿠로다 슌스케
쿠로다 슌스케（黒田俊介,くろだ しゅんすけ, 1977년3월 18일 - ）는 오사카부 사카이시（현재의）미나미구 하루미다이 출신의 뮤지션, 작사가, 작곡가이며, 코부쿠로의 보컬이다. 애칭은 쿠로양・로더. 혈액형은 O형. 3형제 중 2번째. 사카이 시립 하루미다이 초등학교 → 사카이 시립 마키츠카다이 초등학교, 사카이 시립 하루미다이 중학교, 오사카체육대학 나미에쇼 고등학교 졸업. 기혼으로 2명의 아이의 아버지(아이는 남자 아이).

## 에피소드
- 중학교 시절 노래방에서 오자키 유타카의 "I LOVE YOU"를 불러 호평을 받아, 여기서 "나 노래 엄청 잘부르는 거 아냐?"라는 착각이 시작되었다.
- 결성전부터 혼자서 노상 라이브를 계속하고 있었지만, 기타 치는 것이 서툴었으며 겨울에는 목장갑을 낀 채로 적당히 쳤다고 한다.(지금도 기타는 서툴다고 공언하고 있다.) 첫 노상 라이브에서 3000엔 정도를 벌었을 때 쿠로다는 "이건 천직임이 틀림없다"라고 생각했다고 한다.
- 초등학교 시절 타하라 토시히코와는 형제라는 거짓말을 퍼트렸다고 한다.
- 초등학교 후반 여름방학 숙제인 자유연구는 "고기의 연구"였다고 한다.
- "코부쿠로의 큰 쪽" 이라고 불리는 경우가 많고,실제로 신장은 193cm로 굉장히 크다. 어렸을 적부터 키가 컸고 초등학교 4학년 때에는 선생님으로부터 "어른이 란도셀을 매고있는 것 같다"라는 소리를 들어 손가방 등교를 허락 받았다고 한다.
- 중학교 시절에는 엄청난 기세로 키가 컸다. 중학교 2학년 때 어느 날 안색이 안좋아져서 보건실에서 진찰을 받아보니 "골격이 성장하는 스피드에 장기가 따라가질 못하고 있다"라는 충격적인 진단을 받았다.
- 코부치에 비해서 작곡한 곡수는 적지만, 9번째 싱글 "DOOR" 등은 작곡에도 참여한 곡이다. 연애를 테마로 한 곡이 많은 코부치에 비해, 쿠로다는 꿈을 쫓거나 노력을 계속하는 것의 소중함을 테마로 한 곡이 많다. 또, "시간의 발소리"등, 코부치와 공동작업한 곡도 몇개 존재한다.
- 초등학교때부터 고등학교 시절까지 쭉 야구를 하고 있었다. 그 후, 오사카 쇼토쿠학원 사회체육전문학교에 진학. 체육 계열의 여러 가지 자격증을 보유하고 있다고 한다.
- 고등학교 시절, 야구부를 은퇴후 유도부에 들어갔다. 이 일에 대해서는 거의 이야기 하질 않는다.
- 전문학교 시절의 동급생과 결혼했다.
- TV 게임이 취미로 스키마 스위치의 토키타 신타로에게 위닝 일레븐 승부를 제의 받았다.
- 근육맨, 북두의 권, 캔디, 캡틴 츠바사 등 점프 계열 만화를 좋아한다.
- 비틀즈나 스티비 원더, 레드 핫 칠리 페이퍼즈 등, 서양 음악을 즐긴다. 특히, 스티비 원더의 광팬으로 아사히 신문의 "21STREET"에서는 자칭 "사카이의 스티비 원더"라고 말했다.
- 아야카와는 사이가 좋으며 같이 곡을 만들거나 "내가 더 Mr.children을 좋아한다"며 경쟁하고 있다. 실제로 "아야카 x 코부쿠로"의 이름으로 CD를 발매했다.
- 첫 "홍백가합전" (제56회 NHK 홍백가합전)에서 가사를 틀려, 당시 고정출연하던 라디오 방송 "아사히 신문 21STREET"에서 엄청 반성했다.
- 레코쵸크에서 실시한 "결혼하고 싶은 아티스트 남자부문" 2010년도에 2위를 차지했다.
- 자동차의 임시운전면허의 필기시험에는 28번 떨어졌다.
- 오른쪽 다리만 냉한 체질이다.
- 몸집이 크기 때문에 목소리도 커서 비밀스러운 이야기를 못한다고 코부치에게 들은 적이 있다.
- 2007년 9월 8일 장남이 탄생. 2011년 4월 18일 둘째가 탄생.